# Seznam mameluških sultanov
Mameluški sultanat so leta 1250 ustanovili mameluki ajubidskega sultana as-Saliha Ajuba in je nasledil Ajubidski kalifat. Sedež sultanata je bil v Kairu. Večino svoje zgodovine je sultanat obsegal ozemlje Egipta, Sirije, dela Anatolije, Zgornje Mezopotamije in Hedžasa. Končal se je s prihodom Osmanskega cesarstva leta 1517. 
Obdobje mamelukov se običajno deli na dve obdobji: bahrijsko in burdžijsko. Bahrijski sultani so bili večinoma turškega porekla, burdžijski pa večinoma etnični Čerkezi. Prvi trije mameluški sultani, Ajbak, njegov sin al-Mansur Ali in Kutuz, na splošno veljajo za člane Bahrijske dinastije, čeprav niso bili del mameluškega polka Bahrija in so nasprotovali političnim interesom Bahrije. Prvi sultan, ki je prišel iz vrst Bahrije, je bil Bajbars. Burdžijski mameluki so prevzeli oblast leta 1382 z vzponom sultana Barkuka. 34. sultan, al-Mustain Bilah, je bil tudi mameluški abasidski kalif in so ga na oblast postavili burdžijski emirji kot svojo marioneto.

## Seznam sultanov
| 1.  | al-Malik al-Muiz    | Iz ad-Din Ajbak                  | 31. julij 1250     | 10. april 1257     | Turkmen           | Srednje rangiran mameluk ajubidskega sultana as-Saliha Ajuba. Poročen z as-Salihovo vdovo Šadžar al-Dur, ki je 2. maja 1250 postala sultanka Egipta in kasneje abdicirala v Ajbakovo korist. |  |
| 2.  | al-Malik al-Mansur  | al-Mansur Ali                    | 15. april 1257     | november 1259      | Turkmen           | Ajbakov sin. |  |
| 3.  | al-Malik al-Muzafar | Sajf ad-Din Kutuz                | november 1259      | 24. oktober 1260   | Horezmijski Turek | Ajbakov mameluk in vodja mameluške frakcije Muizija, Ajbakov glavni namestnik in mogotec Alijevega sultanata. |  |
| 4.  | al-Malik az-Zahir   | Rukn ad-Din Bajbars              | 24. oktober 1260   | 1. julij 1277      | Kipčak            | Bahrijski mameluk in ustanovitelj Bahridske dinastije. |  |
| 5.  | al-Malik as-Said    | al-Said Baraka                   | 3. julij 1277      | avgust 1279        | Kipčak            | Sin Bajbarsa in njegove žene, hčerke horezmijskega vojskovodje Husama ad-Din Baraka Kana, po katerem je dobil ime. |  |
| 6.  | al-Malik al-Adil    | Badr ad-Din Solamiš              | avgust 1279        | november 1279      | Kipčak            | Bajbarsov sin. |  |
| 7.  | al-Malik al-Mansur  | Sajf ad-Din Kalavun              | november 1279      | 10. november 1290  | Kipčak            | Bahrijski nameluk in glavni Bajbarsov namestnik. |  |
| 8.  | al-Malik al-Ašraf   | al-Ašraf Halil                   | 12. november 1290  | 12. december 1293  | Kipčak            | Kalavunov sin. |  |
| 9.  | al-Malik an-Nasir   | Nasir ad-Din Mohamed             | 14. december 1293  | december 1294      | Kipčak            | Kalavunov sin. Prvo vladanje. |  |
| 10. | al-Malik al-Adil    | Zajn ad-Din Kitbuga              | december 1294      | 7. december 1296   | Mongol            | Kalavunov mameluk. |  |
| 11. | al-Malik al-Mansur  | Husem ad-Din Ladžin              | 7. december 1296   | 16. januar 1299    | Čerkez            | Kalavunov mameluk. Sorodnik Rukna ad-Dina Bajbarsa al-Džašnakirja. |  |
| 12. | al-Malik an-Nasir   | Nasir ad-Din Mohamed             | 16. januar 1299    | marec 1309         | Kipčak            | Drugo vladanje. |  |
| 13. | al-Malik al-Muzafar | Rukn ad-Din Bajbars al-Džašnakir | april 1309         | 5. marec 1310      | Čerkez            | Kalavunov mameluk. Sorodnik Husema ad-Dina Ladžina. |  |
| 14. | al-Malik an-Nasir   | Nasir ad-Din Mohamed             | 5. marec 1310      | 6. junij 1341      | Kipčak            | Tretje vladanje. |  |
| 15. | al-Malik al-Mansur  | Sajf ad-Din Abu Bakr             | 8. junij 1341      | avgust 1341        | Kipčak            | Sin an-Nasirja Mohameda in njegove konkubina Nardžis. Pravo oblast v Abu Bakrovem sultanatu je imel Kavsun, mameluk in višji emir an-Nasirja Mohameda. |  |
| 16. | al-Malik al-Ašraf   | Ala ad-Din Kudžuk                | avgust 1341        | 21. januar 1342    | Kipčak ali Tatar  | Sin an-Nasirja Mohameda in njegove tatarske konkubine Ardu. Bil je otrok, ko ga je mogotec Kavsun postavil za sultana. |  |
| 17. | al-Malik an-Nasir   | Šihab ad-Din Ahmed               | 21. januar 1342    | 27. junij 1342     | Kipčak            | Sin an-Nasirja Mohameda in njegove konkubine Bajad, osvobojene sužnje. |  |
| 18. | al-Malik as-Salih   | as-Salih Ismail                  | 27, junij 1342     | 3. avgust 1345     | Kipčak            | Sin an-Nasirja Mohameda in njegove v virih neimenovane konkubine. |  |
| 19. | al-Malik al-Kamil   | al-Kamil Šaban                   | 3. avgust 1345     | 18. september 1346 | Kipčak            | Sin an-Nasirja Mohameda in njegove v virih neimenovane konkubine, matere as-Saliha Ismaila. |  |
| 20. | al-Malik al-Muzafar | al-Muzafar Hadži                 | 18. september 1346 | 10. december 1347  | Kipčak            | Sin an-Nasirja Mohameda in ene od njegovih neimenovanih konkubin. |  |
| 21. | al-Malik an-Nasir   | Badr ad-Din Hasan                | december 1347      | 21. avgust 1351    | Kipčak            | Sin an-Nasirja Mohameda in njegove priležnice Kude, ki je umrla v Hasanovem otroštvu. Prva vladavina. Hasan je prevzel sultanat kot majhen otrok, pravo oblast pa so si delili štirje višji emirji: Šejk an-Nasiri, Taz an-Nasiri, Mandžak al-Jusufi in Badžbuga al-Kasimi. Ko je Hasam izzval njihovo oblast, je bil strmoglavljen. |  |
| 22. | al-Malik as-Salih   | Salah ad-Din Salih               | 21. avgust 1351    | 20. oktober 1354   | Kipčak            | Sin an-Nasirja Mohameda in njegove žene Kutlumalik, hčerke emirja Tankiza al-Husamija. |  |
| 23. | al-Malik an-Nasir   | Badr ad-Din Hasan                | 20. oktober 1354   | 16. marec 1361     | Kipčak            | Drugo vladanje. Sultana je ubil emir Jalbuga al-Umari. |  |
| 24. | al-Malik al-Mansur  | Salah ad-Din Mohamed             | 17. marec 1361     | 29. maj 1363       | Kipčak            | Sin Hadžija. Pravo oblast je imel emir Jalbuga al-Umari, ki ga je strmoglavil. |  |
| 25. | al-Malik al-Ašraf   | Zajn ad-Din Šaban (Šaban II.)    | 29. maj 1363       | 15. marec 1377     | Kipčak            | Sin al-Amdžada Huseina, zadnjega preživelega sina an-Nasirja Mohameda, ki ni nikoli vladal, in Havanda Barake. |  |
| 26. | al-Malik al-Mansur  | al-Mansur Ali II.                | 15. marec 1377     | 19. maj 1381       | Kipčak            | Sin Šabana II. Ob prihodu na prestol je bil še otrok. Pravo oblast sta sprva imela emirja Ibek in Kartaj, dokler prvi ni odstavil slednjega. Ibeka so kasneje ubili in oblast pa je prešla na Barkuka, nekdanjega mameluka Jalbuge an-Nasirija.                                                                                      |  |
| 27. | al-Malik as-Salih   | Salah ad-Din Hadži               | 19. maj 1381       | 26. november 1382  | Kipčak            | Sin al-Ašrafa Šabana. Bil je še otrok. Resnično oblast v sultanatu je imel Barkuk. |  |
| 28. | al-Malik az-Zahir   | Sajf ad-Din Barkuk               | 26. november 1382  | 1. junij 1389      | Čerkez            | Mameluk Jalbuge al-Umarija. Sin Anasa, ki ga je v Egipt leta 1381 pripeljal Barkuk in ga spreobrnil v islam. Prvo vladanje. Ustanovitelj Burdžijske dinastije. |  |
| 29. | al-Malik as-Salih   | Salah ad-Din Hadži               | 1. junij 1389      | januar 1390        | Kipčak            | Drugo vladanje. Na oblast je bil postavljen med uporom proti Barkuku, v katerem je bil slednji strmoglavljen. Ko je Barkuk prišel ponovno na oblast, je lahko Hadži še naprej prebival v Kairski citadeli. |  |
| 30. | al-Malik az-Zahir   | Sajf ad-Din Barkuk               | 21. januar 1390    | 20. junij 1399     | Čerkez            | Drugo vladanje. |  |
| 31. | al-Malik an-Nasir   | Nasir ad-Din Faradž              | 20. junij 1399     | 20. september 1405 | Čerkez            | Barkukov sin. |  |
| 32. | al-Malik al-Mansur  | Iz ad-Din Abd al-Aziz            | 20. september 1405 | november 1405      | Čerkez            | Barkukov sin. |  |
| 33. | al-Malik an-Nasir   | Nasir ad-Din Faradž              | november 1405      | 23. maj 1412       | Čerkez            | Drugo vladanje. |  |
| 34. | al-Malik al-Adil    | Al-Mustain Bilah                 | 23. maj 1412       | 6. november 1412   | Arabec            | Kairski abasidski kalif. Na oblast ga je kot marioneto postavil burdžijski emir Šejk Mahmudi in ga nato prisilil, da je odstopil. |  |
| 35. | al-Malik al-Muajad  | Šejk al-Mahmudi                  | 6. november 1412   | 13. januar 1421    | Čerkez            | Barkukov mameluk. |  |
| 36. | al-Malik al-Muzafar | al-Muzafar Ahmed                 | 13. januar 1421    | 29. avgust 1421    | Čerkez            | Šejkov sin. Ob prihodu na prestol še otrok. |  |
| 37. | al-Malik az-Zahir   | Sajf ad-Din Tatar                | 29. avgust 1421    | 30. november 1421  | Čerkez            | Barkukov mameluk. |  |
| 38. | al-Malik as-Salih   | an-Nasir ad-Din Mohamed          | 30. november 1421  | 1. april 1422      | Čerkez            | Tatarjev sin. Ob prihodu na prestol še otrok. |  |
| 39. | al-Malik al-Ašraf   | Sajf ad-Din Barsbaj              | 1. april 1422      | 7. junij 1438      | Čerkez            | Barkukov mameluk. Bil je Mohamedov učitelj, preden ga je strmoglavil. |  |
| 40. | al-Malik al-Aziz    | al-Aziz Džamal ad-Din Jusuf      | 7. junij 1438      | 9. september 1438  | Čerkez            | Barsbajev sin. Ob prihodu na prestol še otrok. |  |
| 41. | al-Malik az-Zahir   | Sajf ad-Din Džakmak              | 9. september 1438  | 1. februar 1453    | Čerkez            | Barkukov mameluk. |  |
| 42. | al-Malik al-Mansur  | Fahr ad-Din Utman                | 1. februar 1453    | 15. marec 1453     | Čerkez            | Džakmakov sin. |  |
| 43. | al-Malik al-Ašraf   | Sajf ad-Din Inal                 | 15. marec 1453     | 26. februar 1461   | Čerkez            | Barkukov mameluk. |  |
| 44. | al-Malik al-Muajad  | Šihab ad-Din Ahmed               | 26. februar 1461   | 28. junij 1461     | Čerkez            | Inalov sin. |  |
| 45. | al-Malik az-Zahir   | Sajf ad-Din Huškadam             | 28. junij 1461     | 9. oktober 1467    | Grk ali Turek     | Šejhov mameluk. |  |
| 45. | al-Malik az-Zahir   | Sajf ad-Din Bilbaj               | 9. oktober 1467    | 4. december 1467   | Čerkez            | Šejhov mameluk. |  |
| 46. | al-Malik az-Zahir   | Timurbuga                        | 4. december 1467   | 31. januar 1468    | Grk               | Džakmakov mameluk. |  |
| 47. | al-Malik al-Ašraf   | Sajf ad-Din Kaitbaj              | 31. januar 1468    | 7. avugust 1496    | Čerkez            | Barsbajev mameluk. |  |
| 48. | al-Malik an-Nasir   | an-Nasir Mohamed ibn Kaitbaj     | 7. avgust 1496     | 31. oktober 1498   | Čerkez            | Kaitbajev sin. |  |
| 49. | al-Malik az-Zahir   | Abu Said Kansuh                  | 31. oktober 1498   | 30. junij 1500     | Čerkez            | Kaitbajev mameluk. |  |
| 50. | al-Malik al-Ašraf   | al-Ašraf Džanbalat               | 30. junij 1500     | 25. januar 1501    | Čerkez            | Prvotno mameluk emirja Jašbaka min Mahdija, ki ga je dal Kaitbaju, ta pa ga je osvobodil. |  |
| 51. | al-Malik al-Adil    | Sajf ad-Din Tumanbaj             | 25. januar 1501    | 20. april 1501     | Čerkez            | Kaitbajev mameluk. |  |
| 52. | al-Malik al-Ašraf   | Kansuh al-Gavri                  | 20. april 1501     | 24. avgust 1516    | Čerkez            | Njegovo mameluško ozadje ni jasno, vendar se je usposabljal v kasarni Gavr v Kairu, od koder njegovo ime al-Gavri. Preden je prišel na prestol, je bil deset let emir in provincialni guverner. |  |
| 53. | al-Malik al-Ašraf   | Tumanba II.                      | 17. oktober 1516   | 15. april 1517     | Čerkez            | Zadnji mameluški sultan. |  |